# Chionodes
Chionodes es un género de microlepidópteros ditrisios de la familia Gelechiidae. Este gran grupo tiene representantes en muchas partes del mundo.

## Especies y plantas hospedadoras
- Nota 1: plantas huésped registradas = PHR
- Nota 2: planta huésped = ph

- C. abdominella
- C. abella

- Plantas huésped registradas: Abies concolor, Pseudotsuga menziesii

- C. abradescens
- C. acerella
- C. acrina

- ph: Quercus

- C. agriodes
- C. apolectella
- C. aprilella
- C. arenella
- C. argentipunctella
- C. aristella
- C. bastuliella
- C. bicolor
- C. bicostomaculella

- ph: Quercus

- C. braunella

- PHR: Lathyrus, Lupinus

- C. canofusella
- C. ceanothiella

- ph: Ceanothus

- C. chrysopyla

- ph: Quercus

- C. continuella

- PHR: Cladonia, Picea glauca

- C. dammersi

- ph: Eriogonum

- C. dentella
- C. discoocellella

- PHR: Polygonum, Rumex

- C. distinctella

- PHR: Artemisia campestris, Genista, Thymus

- C. electella

- PHR: Juniperus, Picea, Pinus

- C. figurella
- C. flavicorporella
- C. fluvialella
- C. fondella
- C. formosella

- ph: Quercus

- C. fructuaria
- C. fumatella

- PHR: Lotus corniculatus, musgos

- C. fuscomaculella

- ph: Quercus

- C. gilvomaculella

- ph: Quercus

- C. grandis
- C. halycopa
- C. hayreddini
- C. helicosticta
- C. hibiscella

- PHR: Abelmoschus moschatus, Hibiscus

- C. hinnella
- C. holosericella
- C. ignorantella

- ph: musgos

- C. iridescens
- C. kincaidella
- C. labradorica
- C. loetae
- C. lophosella
- C. luctuella

- ph: Pinaceae

- C. lugubrella

- PHR: Dorycnium pentaphyllum, Lotus, Trifolium repens, Vicia cracca

- C. luteogeminatus

- Food plant: Eriogonum niveum

- C. mariona

- PHR: Abutilon, Malvastrum, Sida

- C. mediofuscella

- ph: Ambrosia

- C. metallica
- C. mongolicus
- C. nanodella
- C. nebulosella
- C. negundella

- ph: Acer negundo

- C. nigrobarbata
- C. notandella
- C. nubilella
- C. obscurusella
- C. occidentella

- PHR: Ceanothus, Cercocarpus, Quercus

- C. occlusa
- C. ochreostrigella

- ph: Rumex

- C. paralogella
- C. pereyra

- ph: Quercus

- C. periculella

- PHR: Pinus ponderosa, Pseudotsuga menziesii

- C. permacta
- C. perpetuella
- C. petalumensis  Archivado el 15 de abril de 2012 en Wayback Machine.

- ph Quercus lobata

- C. phalacra
- C. pinguicula
- C. praeclarella

- ph: Polygonaceae

- C. pseudofondella
- C. psiloptera

- ph: Poaceae incluye Poa pratensis

- C. raspyon

- ph: Quercus

- C. retiniella

- ph: Pinus ponderosa

- C. sabinianus

- ph: Pinus sabineana

- C. salicella
- C. seculaella
- C. sistrella

- ph: Suaeda moquinii

- C. soella
- C. terminimaculella

- ph: Populus

- C. tessa
- C. thoraceochrella
- C. tragicella

- ph: Larix

- C. trichostola  Archivado el 15 de abril de 2012 en Wayback Machine.

- ph: Quercus

- C. trophella

- ph: Quercus

- C. vanduzeei

- ph: Quercus agrifolia

- C. viduella

- PHR: Betula, Juniperus, Rubus chamaemorus, Vaccinium uliginosum

- C. violaceus
- C. whitmanella
- C. xanthophilella